# Trionymus jonesi
Trionymus jonesi  (лат.) — вид полужесткокрылых насекомых-кокцид рода Trionymus из семейства мучнистые червецы (Pseudococcidae).

## Распространение
Южная Америка: Фолклендские острова.

## Описание
Питаются соками корней зонтичных растений, таких как Apiaceae: Bolax gummifera.
Вид был впервые описан в 2004 году английским энтомологом Д. Уильямсом (Williams, D. J.; Department of Entomology, The Natural History Museum, Лондон, Великобритания) вместе с видом Rhizoecus bolacis и стал первым представителем всего надсемейства Coccoidea, обнаруженным на Фолклендских островах. Trionymus jonesi включён в состав рода Trionymus Berg, 1899 вместе с видами T. aberrans, T. agrestis, T. albus, и другими таксонами.